# Štětkoun šedý
Štětkoun šedý, nazývaný také prase madagaskarské a štětkoun východoafrický (Potamochoerus larvaus), je druh štětkouna z čeledi prasatovití a rodu Potamochoerus. Popsal jej Frédéric Cuvier roku 1822. Se druhým druhem z rodu, štětkounem africkým (Potamochoerus porcus), byl považován za konspecifický. Počet rozeznávaných poddruhů se pohyboval od pěti po dva: P. l. hassama a P. l. koiropotamus.

## Výskyt
Štětkoun šedý se vyskytuje v afrotropické oblasti. Areál jeho výskytu se táhne od Súdánu a přilehlých států přes východ Afriky až po Jihoafrickou republiku, směrem na západ po Demokratickou republiku Kongo a izolované populace v Angole. V oblastech bývalého Zairu se jeho areál výskytu střetává s druhým členem rodu, štětkounem africkým. Na Madagaskaru či ostrově Mayotte je potom nepůvodním druhem.
Štětkoun šedý preferuje hustě zarostlé oblasti. Lze jej najít v lesích včetně galeriových, bažinách, vyskytuje se i v zemědělských oblastech. Rovněž různé výškové stupně tomuto druhu nepůsobí problém. Byl zaznamenán v nížinatých oblastech, avšak na východě Afriky běžně obývá oblasti ležící i v 3000 metrech nad mořem, možná i výš. Na hoře Kilimandžáro byli pozorováni ve 4000 metrech.

## Popis
Štětkoun šedý je středně velký druh prasete, na délku měří 100 až 150 cm. Zakulacené tělo je zakončeno dlouhým ocasem, jehož délka činí 30 až 43 cm, končetiny jsou naopak krátké. Na výšku měří štětkoun 55 až 88 cm a hmotnost se může vyšplhat až na 115 kg. Poddruh P. l. hassama je větší. Samičky dosahují menší velikosti nežli samci. Hlava je podlouhlá, u samců na ní rostou bradavice. Nejvyšší bod lebky leží u zad. Dolní čelist je podlouhlá, vybavená 7cm špičáky, které štětkoun používá jako zbraň.
Srst bez podsady může měřit až 6 cm, přes záda se táhne hříva chlupů, chomáče chlupů má potom štětkoun na uších. Zbarvení srsti je variabilní, může být červenohnědé, šedohnědé až černé, často s bílým zbarvením obličeje u samců. Prasata žijící v severovýchodní Africe mají barvu světlejší. Mláďata mají pruhování složené z hnědého a žlutého vzoru.

## Chování

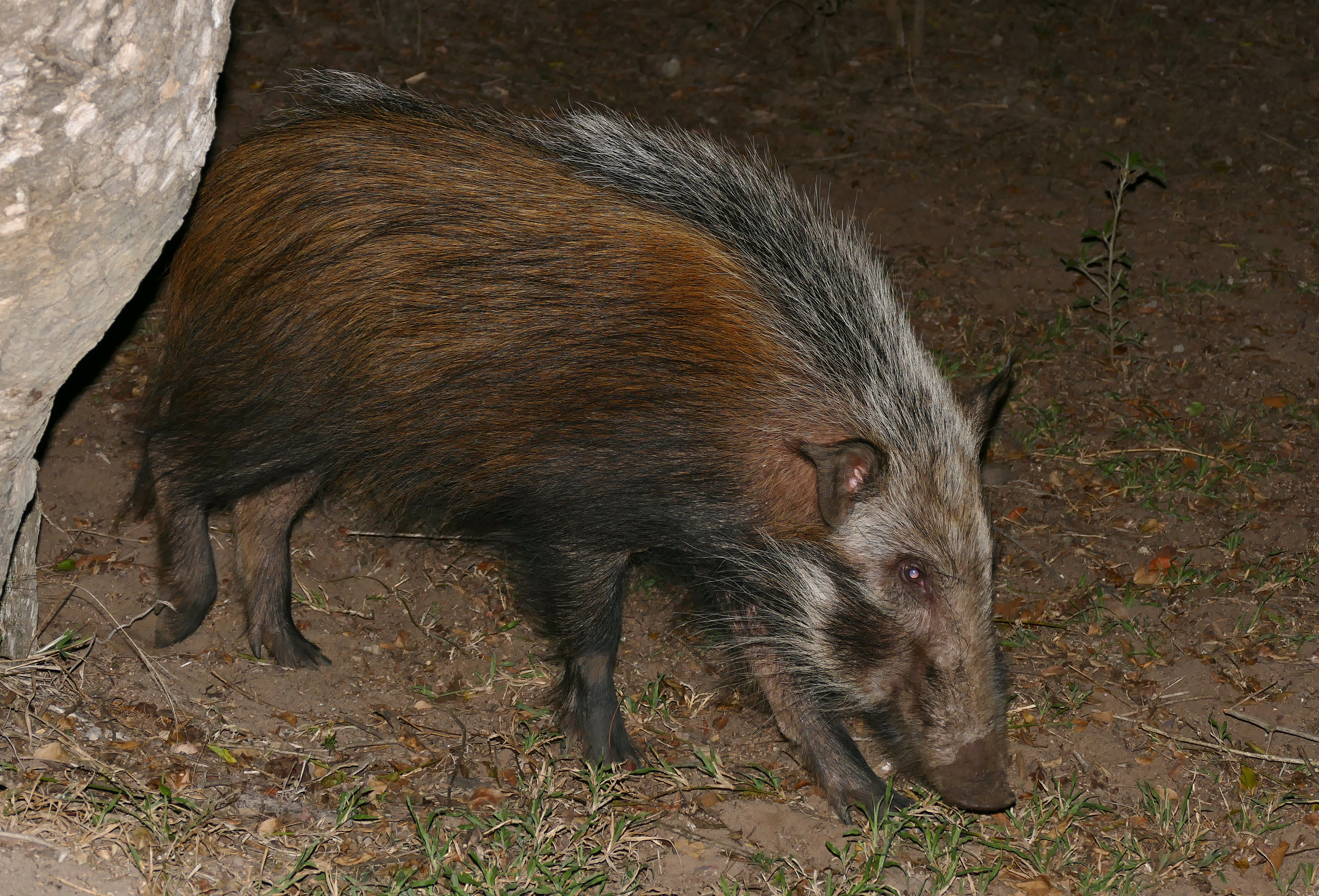
Štětkoun šedý v Jihoafrické republice

Štětkoun šedý je aktivní hlavně během noci, ale pokud je chladněji, aktivitu projevuje i během dne. Aktivní je asi necelých 14 hodin denně. Za jednu noc urazí vzdálenost mezi 0,5 až 5 kilometry, ve tmě si troufá proniknout i do oblastí s řidší vegetací. K odpočinku využívá hustý porost. Štětkouni žijí ve skupinách tvořených dominantním párem a dalšími jedinci. Podle studie Seydacka z roku 1990 v nich může žít od jednoho do deseti exemplářů; příbuzní štětkouni afričtí tvoří skupiny větší, o devíti až patnácti jedincích. Hustota populace činí 0,3 až 10,1 zvířat/km² a jedna skupina štětkounů si nárokuje oblast o rozloze i 10 km². Zvířata společně navzájem komunikují pomocí různých zvuků, ale také pachovými stopami, které zanechávají na stromcích. Roli v komunikaci možná hrají i výkaly. Mezi štětkouny probíhají vzájemné souboje a mohou zaútočit i na člověka, obyčejně jsou však plaší.
Štětkouni šedí se živí všežravě. Konzumovat mohou například různé hlízy a podzemní části rostlin (tyto složky tvoří téměř 70 % jídelníčku), žerou ale také houby, masitou stravu či ovoce, přičemž mohou sloužit jako rozptylovači semen. Následují opice a živí se plody, které upustí. Mimoto také vnikají do zemědělských oblastí, kde žerou úrodu.
Rozmnožování je sezónní, mláďata se rodí s nástupem období dešťů. V každé skupině se páří pouze alfa samice. Mláďata samice porodí na skrytém místě po 120 až 127 dnech březosti. Počet mláďat činí 1 až 4, nejvýše 8. Selata váží maximálně jeden kilogram a během následujících tří týdnů se nevzdálí od svého úkrytu na více než 200 metrů. Stará se o ně samice i samec, odstavena jsou za 5,5 měsíce. Za 18 až 21 měsíců dosáhnou pohlavní dospělosti; v 1,5 až 2 letech také opouštějí skupinu. Štětkoun šedý se může dožít až dvaceti let, ve volné přírodě byl zaznamenán osmnáctiletý jedinec. Je to však vzácný fenomén. Štětkouni umírají kvůli nedostatku potravy, nebezpečí pro ně představují i vzájemné souboje. Napadají je také různé druhy predátorů, například levharti, lvi, hadi, hyeny skvrnité či šimpanzi učenliví (predace zaznamenána v tanzanském národním parku Gombe). Mláďata mohou uchvátit draví ptáci.

## Ohrožení

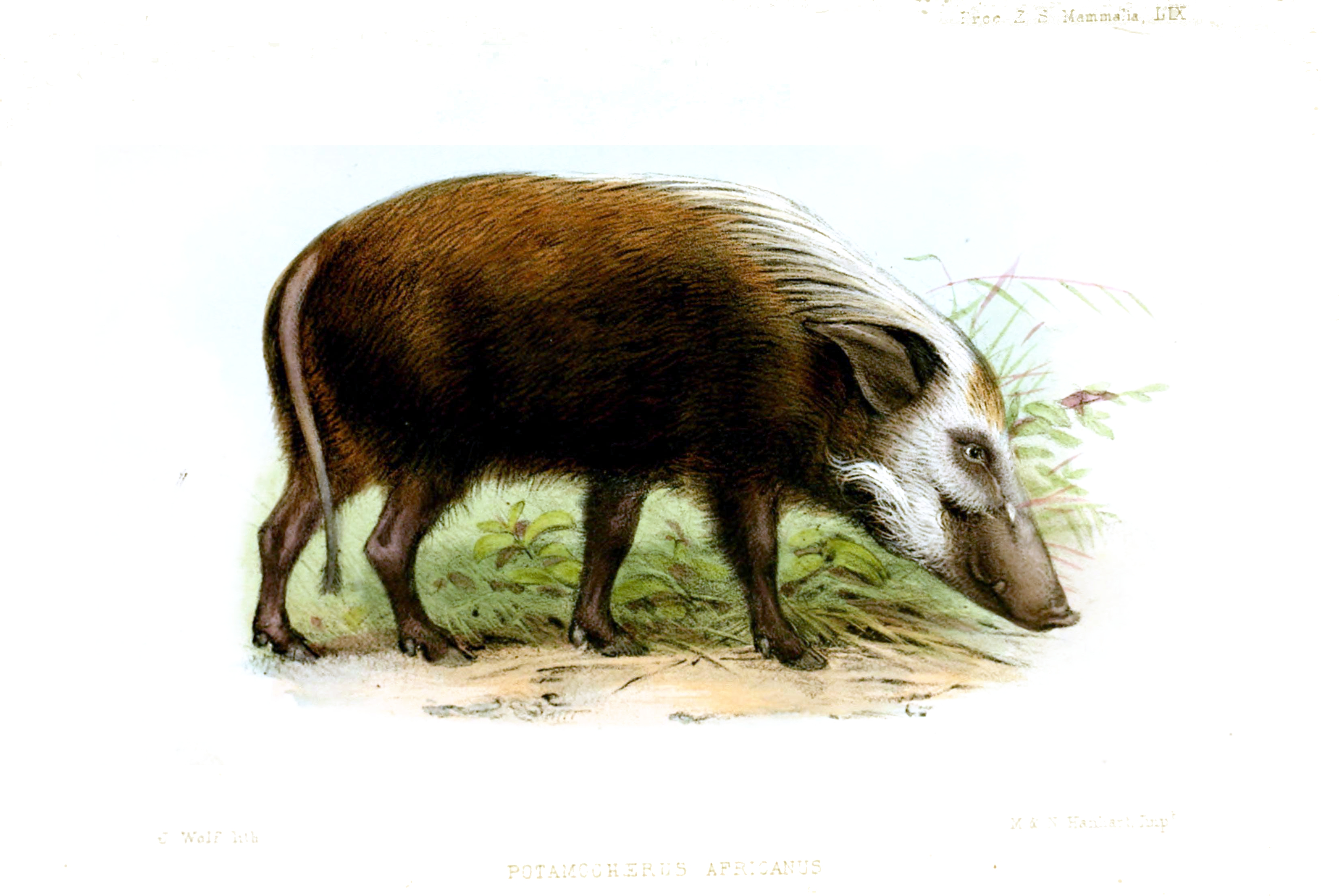
Na kresbě Josepha Wolfa z roku 1858

U štětkouna šedého nebyly zaznamenány vážné hrozby. Podle Mezinárodního svazu ochrany přírody je jeho populace stabilní a organizace jej hodnotí jako málo dotčený taxon, ani v Úmluvě o mezinárodním obchodu s ohroženými druhy volně žijících živočichů a rostlin není uveden. Někde však populace přesto může klesat. Hrozbou může být ztráta habitatu (pokles štětkounů šedých byl kvůli tomu zaznamenán například v Burundi), jinak je ale druh přizpůsobivý, a někde může v narušených oblastech naopak prosperovat. Vzhledem k tomu, že štětkouni způsobují škody na zemědělských plodinách, jsou z tohoto důvodu často zabíjeni, avšak kvůli skrytému životu a vysokému reprodukčnímu potenciálu to obvykle není příliš účinné. Štětkouni jsou také loveni pro maso, avšak v řadě míst tato hrozba obyčejně zaniká následkem šíření islámu (muslimové jeho konzumaci odmítají). V Burundi platí celoroční zákaz lovu, v ostatních areálech lze lovit štětkouny sezónně nebo i během celého roku.
V zoologických zahradách se nejedná o časté chovance.